# 탬피코 (일리노이주)
탬피코(영어: Tampico)는 미국 일리노이주 화이트사이드 군에 있는 인구 750명(2016년)의 작은 마을이다. 로널드 레이건 미국 대통령이 태어난 곳이다.

## 역사
1911년 2월 6일, 미국의 전 대통령 로널드 레이건이 이곳에서 태어났다.

## 인구 통계
2000년도 미국 인구조사에 따르면, 탬피코에는 인구 772 명, 292 세대, 그리고 205 가구가 거주하고 있다. 인구 밀도는 745.2/km² (1,941.3/mi²)이다. 304.1/km² (792.1/mi²)의 평균 밀도이다. 탬피코의 인종 구성은 백인 99.74%, 흑인 0.00%, 아메리카 원주민(인디언) 0.00%, 아시아인 0.00%, 태평양 섬 주민 0.13%, 기타 인종 0.13%, 그리고 두개 이상의 인종 출신이 0.13%이다. 인구의 1.55%가 히스패닉 혹은 라티노이다.
탬피코의 292 세대 중 33.2%는 18세 미만의 자녀를 데리고 살고 있고, 57.2%는 같이 살고 있는 부부이며, 12.90%는 남편이 없는 여성 세대주가 있으며, 9.2%는 비가족(인척·혈연 관계는 없으나 함께 사는 사람들)이다. 세대들 중 24.7%는 개인으로 구성되어 있으며 13.0%는 65세 이상의 혼자 사는 사람으로 되어 있다. 평균 세대 규모는 2.64명이며 평균 가구 규모는 3.10명이다.
탬피코의 인구 구성은 18세 미만이 28.9%, 18세에서 24세가 7.9%, 25세에서 44세가 26.2%, 45세에서 64세가 23.6%, 그리고 65세 이상이 13.5%이다. 중위연령(연령의 중앙값)은 36세이다. 여성 100명 당 남성 102.1명이 있다. 18세 이상에서는 여성 100명당 남성 102.6명이 있다.
탬피코의 세대당 중위 소득(소득의 중앙값)은 40,221달러이고, 가구당 중위 소득은 43,646달러이다. 남성들의 중위 소득은 30,667달러이고, 여성들의 중위 소득은 18,409달러이다. 탬피코의 1인당 소득은 14,467달러이다. 인구의 8.5%와 가구들의 6.4%가 빈곤선(poverty line;최저 생활 유지에 필요한 소득)아래에 있다. 전체 인구 중에서, 18세 미만인 인구의 10.2%와 65세 이상인 인구의 4.6%가 빈곤선 이하로 살고 있다.
탬피코는 조셉 리브스의 출생지이기도 하다.